# Тарасенко Микола Федорович
Мико́ла Фе́дорович Тара́сенко (* 25 жовтня 1919, Сімферополь — 26 липня 2017, Севастополь) — український радянський письменник (поет, прозаїк). Член Спілки письменників України (від 1960 року). Писав російською мовою.

## Біографія
Микола Тарасенко народився в сім'ї робітника. 1937 року закінчив медичний робітфак в Алушті та вступив до Кримського педагогічного інституту. 1940 року перейшов у військово-морське училище в Севастополі.
Брав участь у Другій світовій війні. В лавах армії перебував до 1946 року. Тарасенка нагороджено бойовими медалями.
Від 1946 року працював художником у різних військових частинах та установах, в газеті, у видавництві.
Помер у 2017 році за три місяці до 98-ліття в окупованому Севастополі

## Творчість
Почав писати та друкувати вірші, навчаючись у педагогічному інституті. В роки війни друкувався у фронтовій пресі. 
Перша поетична збірка побачила світ 1958 року.
У збірці «За межею Парфенона» (1992) представлені прозові фантастичні твори автора.

### Окремі видання
- Збірки віршів:
  - «Призвание» (1958),
  - «Середцем и памятью» (1960),
  - «Скорость» (1964),
  - «Синее солнце» (1965),
  - «Синь-море» (1967),
  - «Свечение» (1969),
  - «Светотень» (1973),
  - «Скифское эхо» (1974),
  - «Серцебиенье» (1975),
  - «Солнцеворот» (1977),
  - «Однажды надобно влюбиться» (1979).
- Поеми:
  - «С аттестатом зрелости» (1959).
- Роман:
  - «А в чём оно, счастье?» (1964).
- Повісті та оповідання:
  - «Прокамия» (1969).